# Dick Dell
Pour les articles homonymes, voir Dell (homonymie).
Dick Dell est un joueur de tennis américain, né le 29 septembre 1947 à Washington. Il est le frère cadet de Donald Dell, également joueur de tennis.
Spécialiste du double, il a gagné trois tournois avec Sherwood Stewart.
En 1967, au tournoi de Newport, il a gagné le match de double le plus long de l'histoire en nombre de jeux (147 jeux) aux côtés de Dick Leach.

## Palmarès

### Titre en double
| No | Date       | Nom et lieu du tournoi                  | Catégorie       | Dotation | Surface    | Partenaire       | Finalistes                  | Score         |  |
| -- | ---------- | --------------------------------------- | --------------- | -------- | ---------- | ---------------- | --------------------------- | ------------- |  |
| 1  | 16-10-1972 | Tournoi de tennis du Japon Tokyo        |                 | NC $     | Dur (ext.) | Sherwood Stewart | Marcello Lara Jeff Simpson  | 6-3, 6-2      |  |
| 2  | 10-06-1974 | Kent Championships Beckenham            |                 | NC $     | NC         | Sherwood Stewart | Chris Kachel Graeme Thomson | 7-6, 6-1      |  |
| 3  | 29-07-1974 | Western Tennis Championships Cincinnati | GP World Series | 30 000 $ | Dur (ext.) | Sherwood Stewart | Jim Delaney John Whitlinger | 4-6, 7-6, 6-2 |  |